# Yves Studer
Yves Studer (* 28. August 1982 in Freiburg im Üechtland) war ein Schweizer Boxer im Mittelgewicht.

## Leben
Studer wuchs als Einzelkind deutschsprachig auf. Mit acht Jahren machte er seine ersten Boxversuche. Albert Brönimann von der Boxschule Gebenstorf war sein erster Trainer. Nach einer erfolglosen Kochlehre in Murten zog er nach Spreitenbach und wandte sich intensiv dem Boxsport zu.

## Amateurkarriere
Während seiner Amateurkarriere boxte er für die Boxschule Gebenstorf. In seinem ersten Amateurkampf am 25. Oktober 1991 gegen Ramias Meier vom Boxclub Winterthur erreichte Studer ein Unentschieden. Im Laufe seiner Boxkarriere traf er noch zweimal auf diesen Gegner. Am 11. März 1994 wurde Studer in einem Kampf gegen Sergio Cosimo über drei Runden Sieger nach Punkten. Er wurde Schülermeister im Papiergewicht.
Im April 1997 hatte Studer einen Verkehrsunfall, bei dem er sich mehrere Brüche zuzog, was den weiteren Verlauf seiner Karriere in Frage stellte. Sein Comeback hatte er am 29. Mai 1998 in einem Kampf gegen den Schweizer Meister Reto Morini, der Kampf endete unentschieden. Am 5. März 2000 gewann Studer im Kampf gegen Vizar Himaj nach Punkten und wurde damit Schweizer Meister. Im gleichen Jahr trat er noch einmal gegen Himaj an und gewann vorzeitig. Damit war er nun auch Regionalmeister.
2001 wechselte Yves Studer in das Seniorenlager. Beim 10. Internationalen Chemnitzer Turnier unterlag er im Final dem Slowenen Dejan Zavec. Er wechselte in das Weltergewicht und wurde Deutsch-Tessiner Meister in dieser Gewichtsklasse.
2002 erkämpfte er sich den Titel des Schweizer Meisters im Weltergewicht gegen Yannick Karawa sowie den Titel des Regionalmeisters im Kampf gegen Toma Engil. Bei den Europameisterschaften 2002 schied er in der ersten Runde gegen Damien Bertu aus.
2003 traf Yves Studer im Final der Schweizer Meisterschaften auf Roberto Belge, dem er mit 5:4 Punkten unterlag. Ende 2003 beendeten sein Trainer und Yves Studer die Zusammenarbeit, und der Wechsel ins Profilager wurde vollzogen.
Insgesamt bestritt Yves Studer 105 Amateurkämpfe.

## Profikarriere
Yves Studer unterschrieb 2004 beim Berner Profiboxstall «Boxing Kings» einen Profivertrag. Trainer wurde gemäss SwissBoxing Bruno Arati, der ebenfalls Profiboxer war.
Seinen ersten Profikampf bestritt Yves Studer am 26. Dezember 2004 gegen Maksym Vqshqnskyy. Er gewann den Kampf klar nach Punkten. Studer kämpfte danach gegen mehrere Aufbaugegner. Am 24. September 2005 boxte er gegen seinen ersten ungeschlagenen Gegner aus Koblenz, Ivan Schtscheglow; Studer gewann nach Punkten. Nach weiteren Aufbaukämpfen erkämpfte sich der Wahlberner am 26. Dezember 2008 im Berner Kursaal den External Eu-Titel im Mittelgewicht gegen Vedran Akrap. Akrap wurde in der elften Runde vom Ringrichter aus dem Kampf genommen.
Bei einem Rematch gegen den Franzosen Gabriel Lecrosnier im Casino von Montreux, gegen den er am 14. März 2009 durch TKO in der 5. Runde gewonnen hatte, verteidigte er seinen Titel am 22. Mai 2009 in Bern. Studer gewann die Auseinandersetzung klar nach Punkten. Am 26. Dezember 2009 verteidigte er gegen Andrei Salahutdzinau seinen Titel EBU-EE. Bei der letzten Titelverteidigung gegen Shalva Jomardashvili am 29. Mai 2010 endete der Kampf unentschieden, Studer behielt somit seinen Titel.
Am 2. November 2010 gab das Management von Yves Studer bekannt, dass er seinen Titel ablegen und um den Mittelgewichtstitel des «International Boxing Council» boxen wird. Sein Gegner war der Brasilianer Samir Dos Santos Barbosa (24-6-3). Studer besiegte Barbosa nach Punkten 117:111, 116:111 und 115:112.
Studer gab Anfang Mai 2012 seinen Rücktritt per sofort bekannt. Er trat wegen einer nicht ausgeheilten Ellbogenverletzung und aus Frust über den nicht zustande gekommenen IBF-WM-Kampf gegen Daniel Geale zurück.